# Cultura di Badari

La cultura di Badari è un periodo della civiltà egizia caratterizzato dall'esistenza dell'agricoltura in Alto Egitto nel V millennio a.C., dalla presenza di manufatti in rame e dalla prima produzione della maiolica. Fiorì, secondo Vercoutter, tra il 4400 ed il 4000 a.C., ma potrebbe essere iniziato già dal 5000 a.C. Questa cultura è posta tra la fine della Cultura tasiana dell'Alto Egitto, la cultura di Merimde del Delta e l'inizio della cultura di Naqada sempre nell'Alto Egitto.
Fu identificata per la prima volta nell'area di El-Badari, da cui derivò il nome, nel 1923 da Guy Brunton e Gertrude Caton-Thompson.

## Descrizione
Sono stati identificati circa 40 insediamenti e 600 tombe. La stratificazione sociale è stata dedotta grazie alla sepoltura dei membri più importanti della comunità in una zona a parte dei cimiteri. L'economia nel periodo badariano era basata principalmente sull'agricoltura, sulla pesca e sull'allevamento. Numerosi sono gli oggetti ritrovati: raschietti, perforatori, scuri, falcetti e teste di freccia a base concava. Nei vari cimiteri sono stati trovati resti di bestiame: cani e pecore. Venivano coltivati grano, orzo, lenticchie e tuberi ed in questo periodo venne iniziata anche la coltivazione del farro.

## Sepolture e corredo

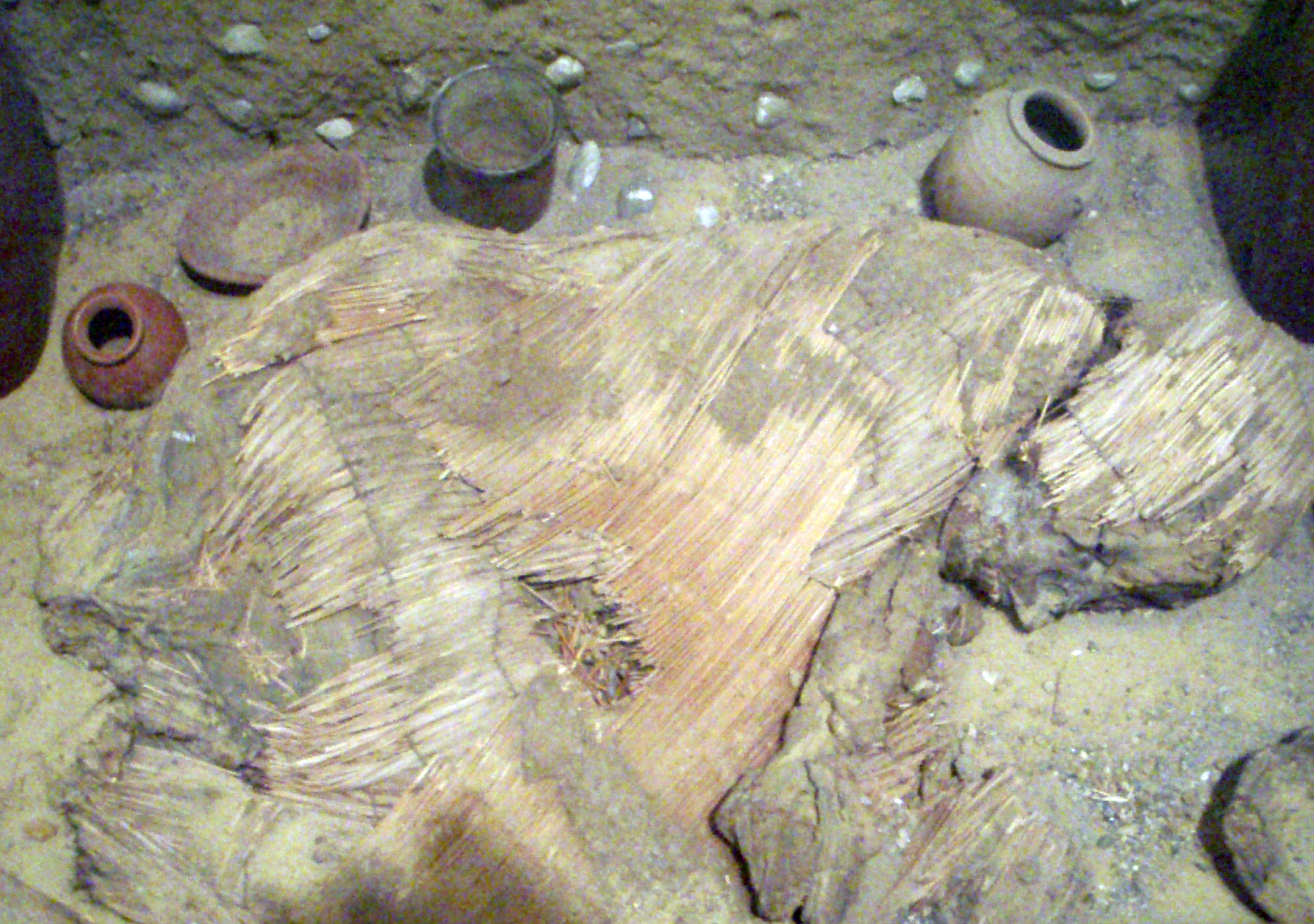
Sepoltura di Badari

La cultura è famosa soprattutto grazie alle numerose sepolture ritrovate. I defunti erano sepolti in pozzi ovali, rannicchiati sul fianco sinistro, con la testa rivolta usualmente verso sud oppure a nord  e avvolti in stuoie di canne. Le sepolture presentano un ricco corredo funerario, composto da piatti, ciotole, scodelle, gioielli e suppellettili utilizzate per la cura della persona. Le ceramiche presenti nelle sepolture, di colorazione rossa e bruna, rappresentano l'elemento più caratteristico della cultura di Badari e presentano una superficie increspata e decorata.
Le sepolture mostrano per la prima volta in Egitto una distinzione di ceto sociale.
In questa cultura fanno la loro comparsa le prime tavolozze per i belletti, che avranno grande diffusione nella cultura di Naqada.

## Origini ancestrali
La cultura di Badari non fu probabilmente limitata alla sola regione limitrofa, infatti alcuni reperti sono stati rinvenuti anche molto più a sud, presso Mahgar Dendera, Ermonti, Nekheb e Ieracompoli (il cui nome originale era Nekhen), e ad est nel Uadi Hammamat.